# Tobique 20
Tobique 20 est une réserve indienne située dans le comté de Victoria, à l'est du Nouveau-Brunswick, au Canada. Elle est à l'usage de la Première Nation de Tobique, une Première Nation malécite.

## Toponyme
La réserve est nommée ainsi d'après sa position sur la rivière Tobique, elle-même nommée en l'honneur d'un chef malécite, possiblement Noël Toubic (1706-1767), qui a vécu à l'embouchure de la rivière et est mort à Kingsclear.

## Démographie
Il y avait 878 habitants en 2006 contre 910 en 1996, soit une baisse de 3,5 % en 10 ans.

## Économie
Entreprise Grand-Sault, membre du Réseau Entreprise, a la responsabilité du développement économique.

## Administration

### Représentation et tendances politiques
Nouveau-Brunswick: Tobique 20 fait partie de la circonscription provinciale de Victoria-Tobique, qui est représentée à l'Assemblée législative du Nouveau-Brunswick par Wes McLean, du Parti progressiste-conservateur. Il fut élu en 2010.
 Canada: Tobique 20 fait partie de la circonscription électorale fédérale de Tobique—Mactaquac, qui est représentée à la Chambre des communes du Canada par Michael Allen, du Parti conservateur. Il fut élu lors de la 39e élection générale, en 2006, et réélu en 2008.

## Vivre à Tobique
La Mah-Sos School est une école malécite accueillant les élèves de la maternelle à la 5e année. Tobique possède aussi une caserne de pompiers et un poste d'Ambulance Nouveau-Brunswick. Le village possède un poste de la Gendarmerie royale du Canada. Il dépend du district 10, dont le bureau principal est situé à Grand-Sault.
Le Sentier international des Appalaches longe la rive gauche (sud) de la rivière Tobique.
Les anglophones bénéficient des quotidiens Telegraph-Journal, publié à Saint-Jean, et The Daily Gleaner, publié à Fredericton. Ils ont aussi accès à l'hebdomadaire Victoria Star, publié à Grand-Sault. Les francophones ont accès par abonnement au quotidien L'Acadie nouvelle, publié à Caraquet, ainsi qu'à l'hebdomadaire L'Étoile, de Dieppe.

## Culture
Tobique fait l'objet d'un poème dans le recueil de poésie La terre tressée, de Claude Le Bouthillier.